# Darby Camp
Darby Eliza Camp (Észak-Karolina, 2007. július 14.–) amerikai színésznő.
A Netflix Karácsonyi krónikák és a Karácsonyi krónikák: Második rész című családi filmjeiből, valamint az HBO Hatalmas kis hazugságok című televíziós sorozatában játszott szerepeiről ismert.

## Élete
Camp 2007. július 14-én született az észak-karolinai Charlotte-ban. Édesapja, Clark, a North Mecklenburg High School kosárlabdaedző-helyettese. Édesanyja, Lacy színészi diplomát szerzett, és a Greensborói Észak-Karolinai Egyetemen végzett. Színésznőként is dolgozott. Lacy már korán hagyta, hogy Darby és nővére, Ruthie " belevágjanak" a színészetbe. Míg Ruthie nem szerette, Darby élvezte. A 2017-2018-as tanév első félévében Darby a Community School of Davidsonba járt. 2020 novemberére újra beiratkozott az iskolába, miután az elmúlt két évben magántanuló volt.

## Filmográfia

### Film
| Év   | Cím                               | Eredeti cím                | Szerep                 | Magyar hang     |
| ---- | --------------------------------- | -------------------------- | ---------------------- | --------------- |
| 2015 |                                   | Blue                       | Mattie Murphy          |                 |
| 2018 | Benji                             | Benji                      | Frankie Hughes         |                 |
| 2018 | Karácsonyi krónikák               | The Christmas Chronicles   | Kate Pierce            | Csikos Léda     |
| 2019 | A vágyak földjén                  | Dreamland                  | Phoebe Evans           | Hegedűs Johanna |
| 2019 |                                   | When We Last Spoke         | Juliet                 |                 |
| 2020 | Karácsonyi krónikák: Második rész | The Christmas Chronicles 2 | Kate Pierce            | Csikos Léda     |
| 2021 | Clifford, a nagy piros kutya      | Clifford the Big Red Dog   | Emily Elizabeth Howard |                 |

### Televízió
| Év        | Magyar cím                   | Eredeti cím                                     | Szerep                  | Megjegyzések                                            |
| --------- | ---------------------------- | ----------------------------------------------- | ----------------------- | ------------------------------------------------------- |
| 2014      | Haláli testcsere             | Drop Dead Diva                                  | Daisy Bowen             | egy epizód                                              |
| 2014      |                              | The Summers Sisters                             | Sky                     |                                                         |
| 2015–2017 | A hátrahagyottak             | The Leftovers                                   | Patti Levin fiatalon    | 2 epizód                                                |
| 2017      | A Grace klinika              | Grey's Anatomy                                  | Erin Miller             | 2 epizód                                                |
| 2017–2019 | Hatalmas kis hazugságok      | Big Little Lies                                 | Chloe Adaline Mackenzie | - visszatérő szereplő - magyar hangja: - Gyarmati Laura |
| 2018      |                              | The 12th Annual CNN Heroes: An All-Star Tribute | önmaga                  | műsorvezető                                             |
| 2019      | NOS4A2 (televíziós sorozat)  | NOS4A2                                          | Haley Smith             | - visszatérő szereplő - magyar hangja: - Kobela Kíra    |
| 2021      | Gaslit – A Watergate-botrány | Gaslit                                          | Marty Mitchell          | 6 epizód                                                |

## További információ
- Darby Camp a PORT.hu-n (magyarul)
- Darby Camp az Internetes Szinkronadatbázisban (magyarul)
- Darby Camp az Internet Movie Database-ben (angolul)
- Darby Camp a Rotten Tomatoeson (angolul)